# Обмен Старой Баварии на Австрийские Нидерланды

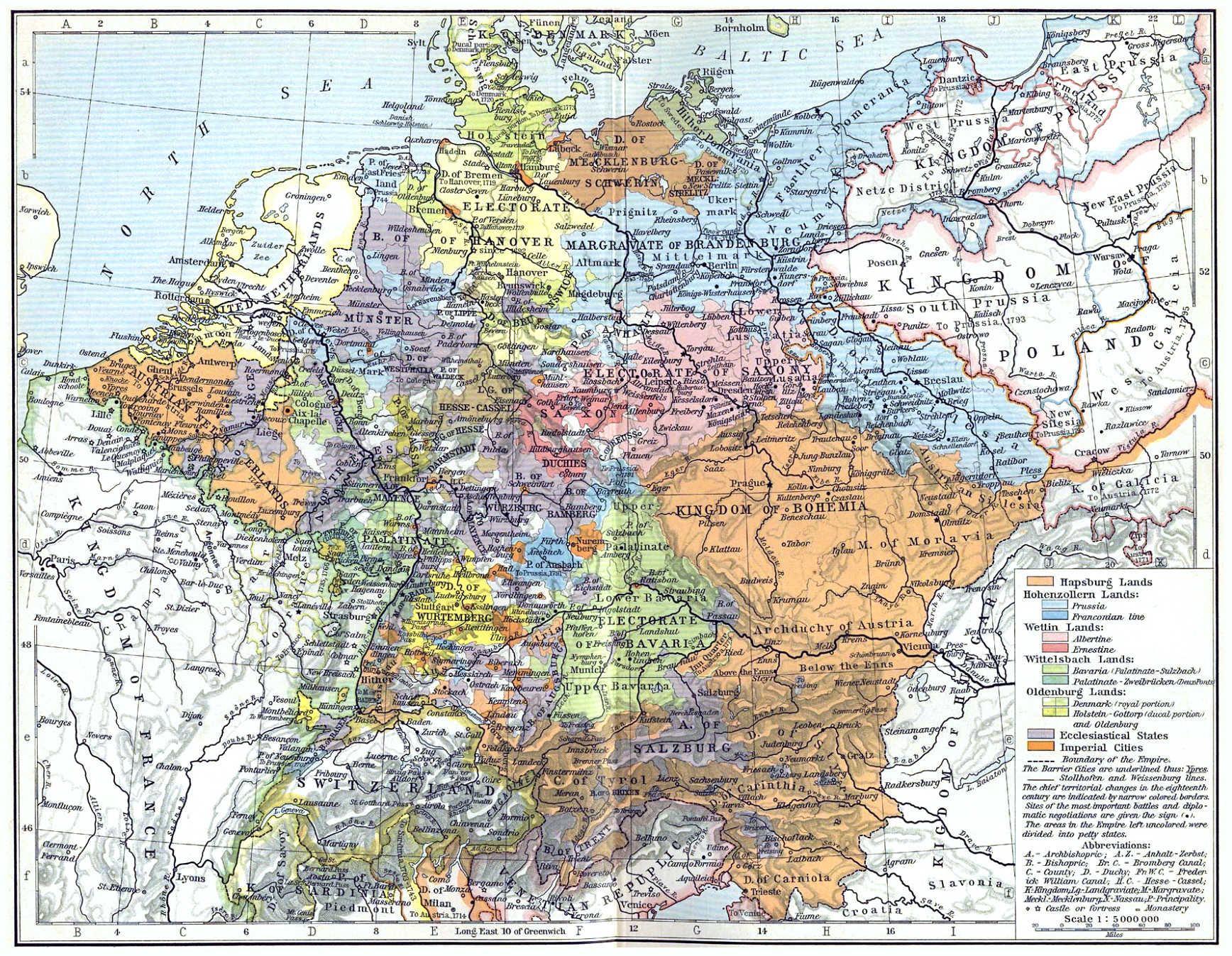
Священная Римская империя в 1786 году

Обмен Старой Баварии на Австрийские Нидерланды (нем. Tausch Altbayerns gegen die Österreichischen Niederlande) — сформулированный в 1785 году проект обмена Старой Баварии на Австрийские Нидерланды между курфюршеством Бавария и Австрией, не осуществившийся из-за сопротивления прусского короля Фридриха II и наследника курфюрстского титтула Максимилиана.

## История
После смерти от оспы в 1777 г. курфюрства Баварии Максимилиана III, из-за отсутствия у него детей встал вопрос о престолонаследии, ставший предметом войны за баварское наследство между Пруссией и Австрией. В это время курфюрст Пфальца Карл Теодор вел переговоры с австрийским правителем Иосифом II, который не признавал его права на наследство по домашней унии и династическим законам Виттельсбахов 1766, 1771 и 1777 гг. 1774 г. и хотел присоединить Старую Баварию в качестве императора Священной Римской империи как выморочное имущество. Речь шла об обмене Верхней и Нижней Баварии, Верхнего Пфальца, Пфальц-Нейбурга, Пфальц-Зульцбаха и ландграфства Лёйхтенберг на Переднюю Австрию или Австрийские Нидерланды (за исключением Люксембурга). «Картофельная война» завершилась в 1779 г. Тешенским миром: Пруссия и Австрия согласились, в ущерб курфюршеству Пфальц-Бавария, что Бавария уступит Иннфиртель Австрии в обмен на признание прав пфальцской ветви Виттельсбахов на Баварию, а взамен Австрия признает прусские претензии на Бранденбург-Ансбах и Бранденбург-Байрейт.
В 1784 году Иосиф II и Карл Теодор провели серию переговоров. В интересах Австрии и курфюршества было объединить контролируемые ими территории в более компактную массу путем возможного обмена. В январе 1785 года возник поддержанный пфальцским министром без портфеля (нем. Staats- und Konferenzminister) Францем фон Оберндорфом проект обмена Баварского курфюршества на Австрийские Нидерланды. Для Карла Теодора это означало не только перспективу создания новой великой державой на западе Священной Римской империи объединением курфюршества Пфальц, герцогств Юлих-Берг и Австрийских Нидерландов с резиденциями в Мангейме, Дюссельдорфе и Брюсселе, но и получение титула «короля Бургундии» (Ещё в XVIII в. при курфюрсте Максимилиане II предпринимались амбициозные попытки получить королевский титул в Баварии или в войне за испанское наследство, перейдя на сторону короля Франции Людовика XIV или предложив обмены в переговорах по Утрехтскому мирному договору.) и увеличение государственных доходов Кроме того, обмен значительно увеличил бы доходы государства. В этом проекте его
С 1778 года баварские патриоты объединились вокруг вдовы Максимилиана III Марии Анны Зульбахской, чтобы противостоять более поздним планам обмена, которые Карлу Теодору не удалось сохранить в тайне. Вскоре предполагаемый наследник баварско-пфальцского престола герцог Пфальц-Цвейбрюккена Карл II обратился за помощью к прусскому королю Фридриху II. 23 июля 1785 года ему удалось организовать союз князей против Австрии, которая в итоге отказалась от своих планов.
Когда в 1794 г. умерла жена Карла Теодора Елизавета Августа Зульцбахская, вдовец задумал возродить старый проект обмена, заключив 15 февраля 1795 г. брак с молодой Марией Леопольдиной Австрийской-Эсте из семьи Габсбургов. Однако она поддерживала доверительные отношения с наследником престола Карла II Максимилианом и поддерживала его кандидатуру в качестве курфюрста. Когда в 1799 г. умирал её муж, она преградила путь к смертному одру посланнику Габсбургов Йозефу Иоганну фон Зайлерну, чтобы не дать умирающему подписать какие-либо договоры или дополнения к завещанию.
В феврале 1799 г. курфюршество Бавария перешло под власть представителя побочной линии дома Виттельсбахов Пфальц-Цвайбрюккен-Биркенфельд Максимилианна I.